# Ursula Berset
Ursula Berset-Wicki (* 1973) ist eine Schweizer Politikerin (GLP). Dem Kantonsrat des Kantons Luzern gehört sie seit Dezember 2019 an.

## Beruf und Privates
Ursula Berset erwarb ihr Lizentiat der Wirtschaftswissenschaften an der Universität Zürich. Von 1995 bis 2011 war sie im Bereich Finanzen und Controlling bei verschiedenen Institutionen tätig. Anschliessend leitete sie bis 2017 die Abteilung Projekte bei der Finanzdirektion des Kantons Zug. Nach weiterer Tätigkeit in den Kantonen Zürich und Luzern baute Berset von 2019 bis 2020 die Geschäftsstelle des Vereins Back to the Roots, Interessenvertretung Adoptierter aus Sri Lanka in der Schweiz, auf. Nach einer Tätigkeit bei der Berset AG ist sie seit November 2021 für eine Unternehmensberatung tätig.
Berset wohnt in Buchrain und ist Präsidentin des Literatur-Skulpturenwegs Buchrain.

## Politik
Berset gehört seit 2017 der Grünliberalen Partei (GLP) als aktives Mitglied an. Am 2. Dezember 2019 nahm sie für den Wahlkreis Luzern-Land Einsitz im Luzerner Kantonsrat. Sie war 2019 bis Juni 2023 Mitglied der Kommission Wirtschaft und Abgaben. Berset ist seit August 2023 Leaderin der Kommission Justiz und Sicherheit sowie seit Oktober 2020 Mitglied der Aufsichts- und Kontrollkommission.
Sie war von 2020 bis 2021 Mitglied Gemeindeplanungskommission Buchrain.

## Belege
1. 1 2  ursulaberset.ch: Über mich. (abgerufen am 8. März 2024)
2. ↑  ursulaberset.ch: Referenzen. (abgerufen am 8. März 2024)
3. 1 2 3  lu.ch: Kantonsratsprofil (abgerufen am 8. März 2024)

| Personendaten    | Personendaten                                        |
| ---------------- | ---------------------------------------------------- |
| NAME             | Berset, Ursula                                       |
| ALTERNATIVNAMEN  | Berset-Wicki, Ursula (Ehename)                       |
| KURZBESCHREIBUNG | Schweizer Politikerin der Grünliberalen Partei (GLP) |
| GEBURTSDATUM     | 1973                                                 |